# Avenida Perimetral (Tucupita)
Avenida Perimetral es el nombre que recibe una arteria vial localizada en la parte sureste de la Ciudad de Tucupita, la capital del Estado Delta Amacuro, en la región de Guayana al oriente del país sudamericano de Venezuela.

## Descripción
Se trata de una arteria vial que recorre un trayecto paralelo al Parque Central de Tucupita. Cerca de las Calles San Cristóbal, Calle Bolívar, Calle 9 y Carrera 5, la urbanización Delfín Mendoza y el sector de La Perimetral. Constituye una de las vías de transporte principales de la localidad junto con la Avenida Casacoima. 
En sus alrededores es posible localizar el Terminal de Pasajeros de Tucupita, el Instituto de las Mujeres, la Zona educativa número 33, el Monumento a la Mujer, la sede regional del Sebin, entre otros puntos de interés.